# Torre di Palme

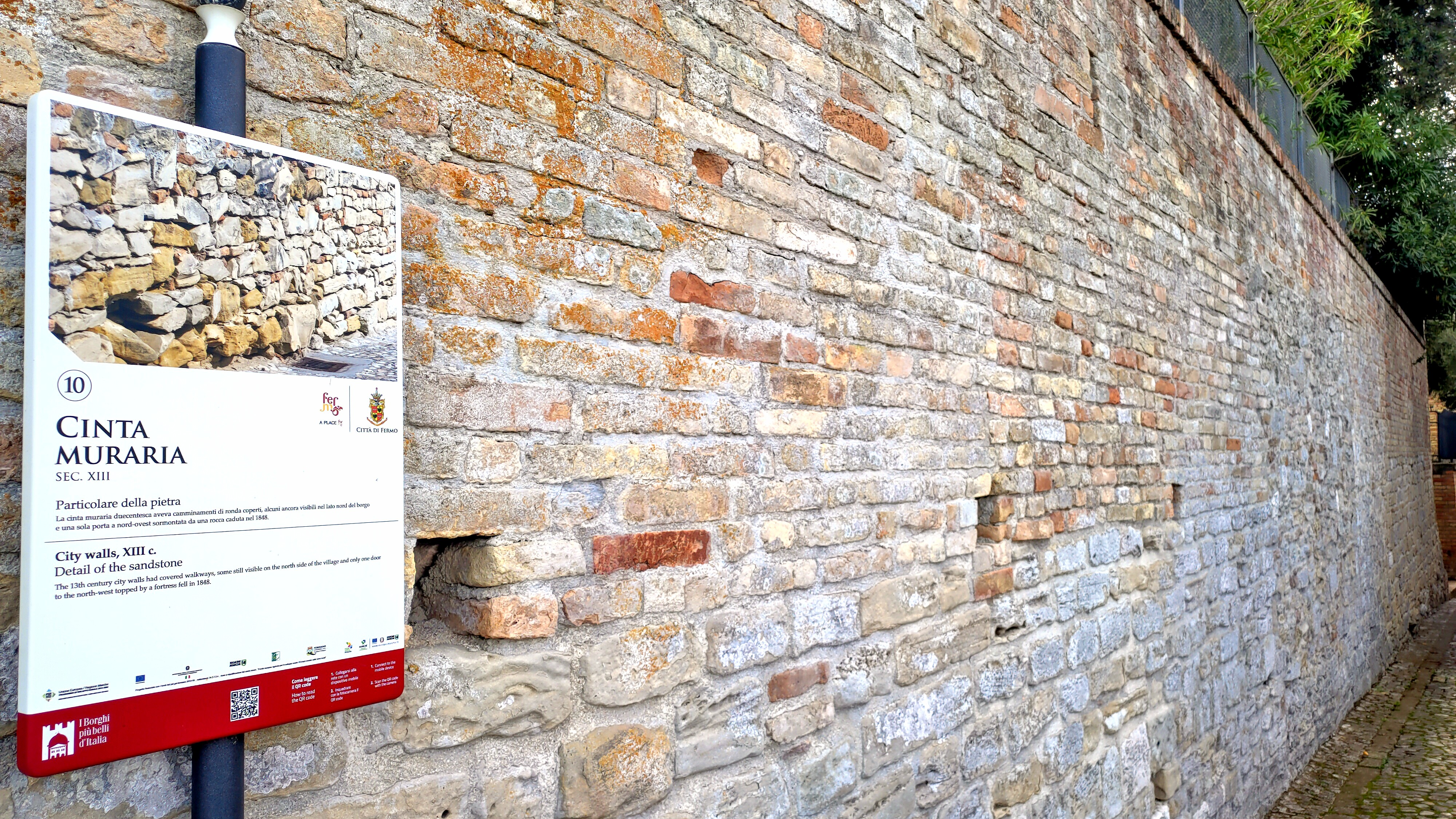
La cinta muraria duecentesca aveva camminamenti di ronda coperti, alcuni ancora visibili nel lato Nord del borgo e una sola porta a Nord-Ovest sormontata da una rocca caduta nel 1848. Scatto a cura di Michele Paoletti

Torre di Palme è una frazione del comune di Fermo, nella provincia omonima. Fu comune autonomo sino al 1877, quando era incluso nella provincia di Ascoli Piceno, cui continuò ad appartenere con il suo capoluogo, finché quest'ultimo non divenne a sua volta sede provinciale (2004). Sorge a 104 m s.l.m. a ridosso del mare Adriatico, e ha una popolazione di 670 abitanti. 
È un borgo medievale che conserva interamente l'antico incasato e, costituendo un punto elevato molto vicino al mare, gode di una notevole veduta panoramica sul litorale marino, in corrispondenza della vicina frazione di Marina Palmense e dell'Autostrada A14 che la costeggia.

## Storia
In un territorio abitato fin dal Paleolitico, Torre di Palme ha origine remota nell'antica città picena di Palma, fondata nel VI secolo a.C., testimoniata dalla necropoli dei palmenses, e ricaduta nell'orbita romana con la conquista della regione nel 268 a.C.
La città, capoluogo dell'Ager Palmensis così chiamato da Plinio il Vecchio, fu centro di grande importanza strategica marittima, ma anche famoso in tutto l'impero per la produzione del vino. Fu anche a causa di tale rilievo portuale che i Romani istituirono la colonia fermana, onerandola del controllo del commercio nella zona.
Nell'Alto Medioevo il Palmense continuò a soggiacere al controllo fermano ma, sfiancata da incursioni piratesche, Palma venne ridotta a un cumulo di rovine, e gli abitanti trovarono scampo sull'adiacente colle dove era situata la torre d'avvistamento (Turris Palmae), al seguito dei monaci eremitani che per primi vi si stabilirono nei secoli XI e XII. L'abitato si sviluppò quindi intorno alla torre e alla chiesa di San Giovanni Battista.
Fu a Torre di Palme che il 28 novembre 1798 l'esercito francese respinse l'invasione del dipartimento del Tronto (Repubblica Romana) da parte dei più numerosi, ma mal organizzati soldati borbonici.

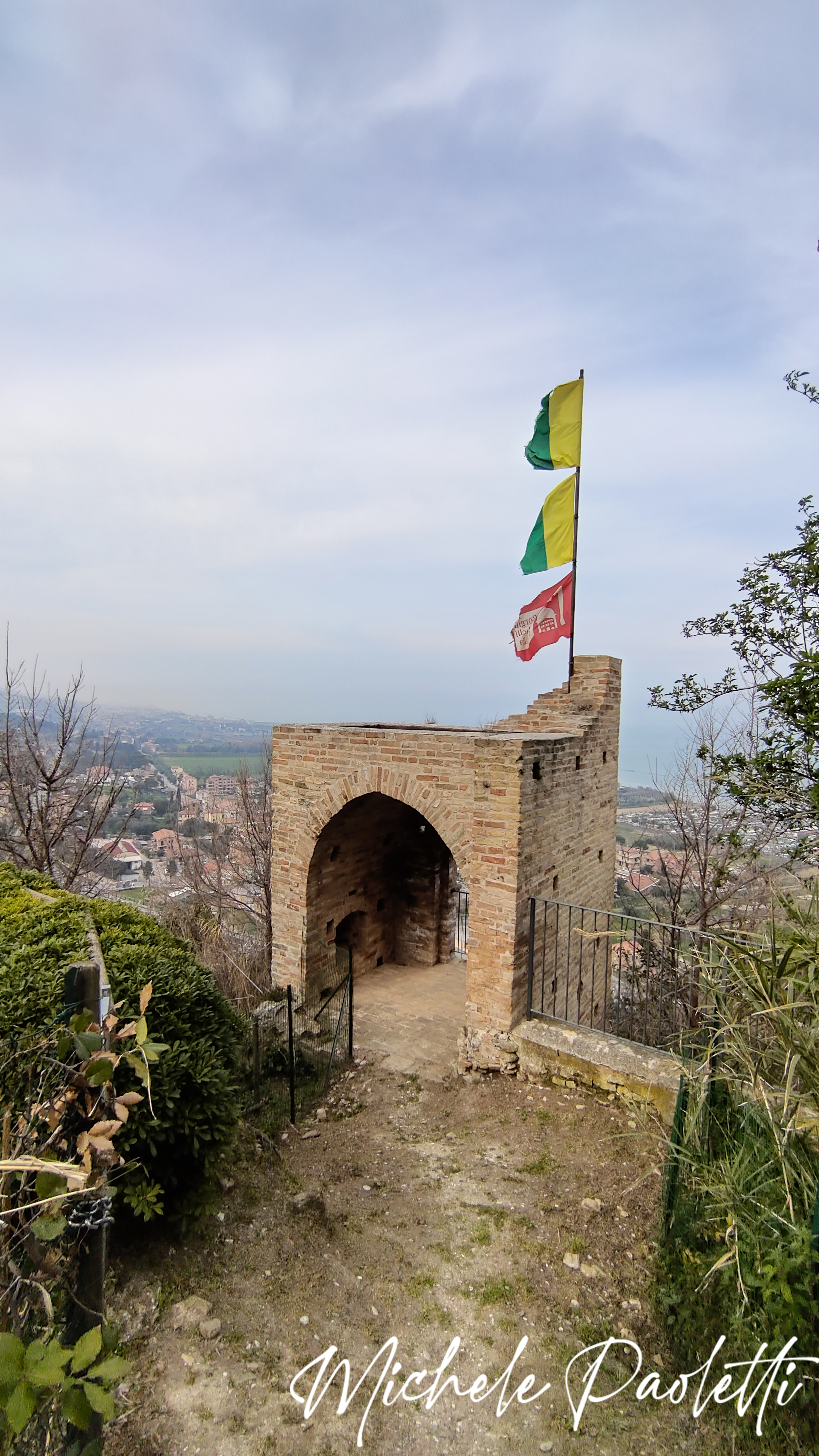
Garitta di vedetta in muratura con lo scopo di proteggere le sentinelle

Già comune autonomo, Torre di Palme fu aggregata al comune di Fermo nel 1877. Nel 2004, con il capoluogo, è entrata a far parte della provincia di Fermo, operativa a far data dalle elezioni amministrative del 2009.

## Monumenti e luoghi d'interesse

### Chiesa di San Giovanni Battista
La chiesa è la più antica del borgo, risalente al X secolo quando la prima comunità di monaci eremitani si rifugiò presso la turris che ha dato il nome alla località. Nel 1188 è documentata quale possedimento della chiesa di Santa Maria a Mare. Nel 1653 divenne sede della Confraternita della Madonna del SS. Rosario, eretta nel 1615 ma rimasta fino ad allora senza una sede. L'edificio ha subito un restauro nel 1930, quando fu dedicato ai caduti in mare e in terra, ed un altro nel 1996. La semplice facciata romanica a salienti, più alta dello stesso edificio, è coronata da archetti pensili che proseguono nel fianco meridionale dell'edificio e presenta un unico portale sormontato da una cornice decorativa. L'interno, oggi a pietra a vista, è a navata unica e coperto con capriate lignee.

### Chiesa di Santa Maria a Mare
La chiesa attuale è il risultato di tre edifici religiosi: una prima chiesa fu realizzata in mattoni di cotto nell'XII secolo dai frati eremitani e corrisponde alla parte  contraddistinta dalla decorazione ad archetti, situata all'angolo con via Giulio Cesare, sulla quale affaccia anche la facciata, con un portale a tutto sesto che presenta una dentellatura ed è incassato in una porzione di muratura sporgente e cuspidata, con ai lati due finestre trilobate incorniciate da archi realizzati con mattoni. Una porzione di un'altra precedente chiesa si trova nella stessa strada ed oggi corrisponde al muro esterno della sagrestia. Nel XIII secolo fu realizzata, in posizione perpendicolare alla precedente, la chiesa successiva, edificata con un'alternanza di pietra e laterizio, che mostra una facciata secentesca con timpano ed un portale cinquecentesco anch'esso timpanato.

### Chiesa di Sant'Agostino
La chiesa fu realizzata tra XIV e XV secolo, in uno stile tardo gotico. L'edificio è interamente in laterizio e possiede due ingressi: uno lato ovest, quello principale e il secondario al lato sud. La facciata presenta una forma a capanna ed è caratterizzata da un portale gotico a cuspide, contenente archi concentrici e motivi geometrici. Al disopra del portale troviamo un rosone anch'esso decorato. L'ingresso al lato sud è caratterizzato da un secondo portale a doppia strombatura di archi a tutto sesto che favorisce l'ingresso della luce grazie allo stipite che è tagliato obliquamente. 
L'interno è ad aula unica, coperta da capriate lignee. Nella parete destra si apre una edicola realizzata quale ex-voto nel 1522 dal veneziano Antonio Grana, all'interno della quale è un Reliquiario della Croce di Cristo in forma di stauroteca rivestita in argento lavorato a sbalzo e cristalli, databile al secolo XIII. Al fondo della parete sinistra è collocata una tavola con la Madonna col Bambino tra i santi Sebastiano, Cristoforo, Rocco e Nicola, opera di Vincenzo Pagani degli anni venti del XVI secolo.
Un grande arco atutto sesto introduce al presbiterio, nel quale, dietro l'altare maggiore, è il polittico di Vittore Crivelli.

##### Polittico di Vittore Crivelli
Il polittico si sviluppa su tre fasce parallele: la predella, il registro inferiore e il registro superiore. Il primo personaggio del registro superiore a sinistra è san Sebastiano legato a una colonna e trafitto da frecce. Il santo è invocato per sventare la peste. Il secondo santo è San Girolamo, con una mano regge la chiesa perché è un padre della Chiesa e con l'altra la Bibbia perché è stato il primo a tradurre le Sacre scritture dal greco al latino. Al centro è Cristo risorto tra due angeli. Gesù indossa un sudario bianco simbolo della risurrezione, mentre dietro abbandonato a terra, un mantello rosso porpora, simbolo della passione. Poi, troviamo San Nicola da Tolentino, lo riconosciamo dal saio scuro tipico dei monaci agostiniani, infatti con una mano tiene la regola agostiniana e con l'altra il volto di cherubino con i raggi. L'ultima santa del registro superiore è Santa Caterina d'Alessandria, indossa una corona e abiti regali. Con una mano tiene la ruota dentata, strumento con cui fu torturata poiché un angelo spezzò in due la ruota ma fu successivamente decapitata, mentre con l'altra mano tiene la palma che è simbolo del martirio.
Nel registro Inferiore, il primo santo è San Giovanni Battista, con una mano tiene un vessillo con su scritto " Ecce agnus dei" cioè "Ecco l'agnello di Dio". Il secondo santo è San Pietro, primo papa. Con la mano sinistra tiene il pastorale mentre con l'altra regge le Sacre Scritture. Al centro troviamo la Vergine e il Bambino. Il bambino tiene con la mano sinistra un fiore d'arancio, simbolo del matrimonio mentre dietro la Vergine, troviamo una corona di garofani anch'essi simbolo del matrimonio e passione. Accanto alla Madonna troviamo due frutti, una mela e una pera. La mela è attribuita al male ma siccome le Sacre scritture non specificano qual è il frutto del peccato, si pensa che possa essere la pera, simbolo di femminilità e del bene. Poi troviamo san Paolo che impugna la spada simbolo del suo martirio. Mentre l'ultimo è Sant'Agostino, sostiene il pastorale perché è stato vescovo di Ippona e con l'altra mano invece regge la chiesa.
Nella predella, al centro è il Cristo vessillifero e ai lati i dodici apostoli, tutti a mezza figura, dei quali quattro a sinistra sono mancanti, non essendo stati recuperati dopo il furto del 1972.
In chiesa era anche un polittico di Jacobello di Bonomo, trafugato nel 1921.

### Museo Archeologico
Inaugurato il 15 aprile 2019, il Museo archeologico di Torre di Palme è allestito nel palazzetto di Piazzale della Rocca, proprio all'ingresso pedonale del borgo. In tre stanze ospita alcuni tra i reperti piceni più importanti scavati in contrada Cugnolo tra il 2016 e il 2017. Le tombe furono individuate alla base della collina, nel tratto di contrada Cugnolo fra la località Fonti di Palme e la costa. Una necropoli era invece ai piedi di un alto costone. La necropoli più grande si trovava sul fondovalle pianeggiante, delimitata e in parte coperta dalla strada provinciale e da terrazzamenti. Qui sono state scavate venti tombe del VI secolo a. C. e una sepoltura più antica, dell'età del Bronzo.

### Aree Naturali
Il vicino Bosco del Cugnòlo è un'Area Floristica Protetta, esempio di macchia mediterranea. Lo si può visitare con un sentiero ad anello di circa 2 km che lo attraversa integralmente. Vi si trova anche la Grotta degli Amanti, teatro della vicenda dei due giovani, Antonio e Laurina, che nel 1911 per non separarsi scelsero la morte nel vicino fosso di san Filippo.

## Contrada
Torre di Palme è inoltre una delle dieci contrade della città marchigiana di Fermo. Fa parte delle 4 contrade foranee. La contrada rappresenta la gente di mare e infatti nelle rievocazioni storiche sfilano portando una barca.
È la contrada logisticamente più lontana ma anche la più antica di Fermo.

### Albo d'Oro
- Palii dell'Assunta: 7 (1985, 1992, 1998, 2000, 2003, 2019, 2024)
- Contesa del pallino: 1 (2000)
- Tiro al Canapo: 0
- Tiro per l'Astore: 0
- Gallo d'oro: 2 (2014, 2016)

## Galleria d'immagini

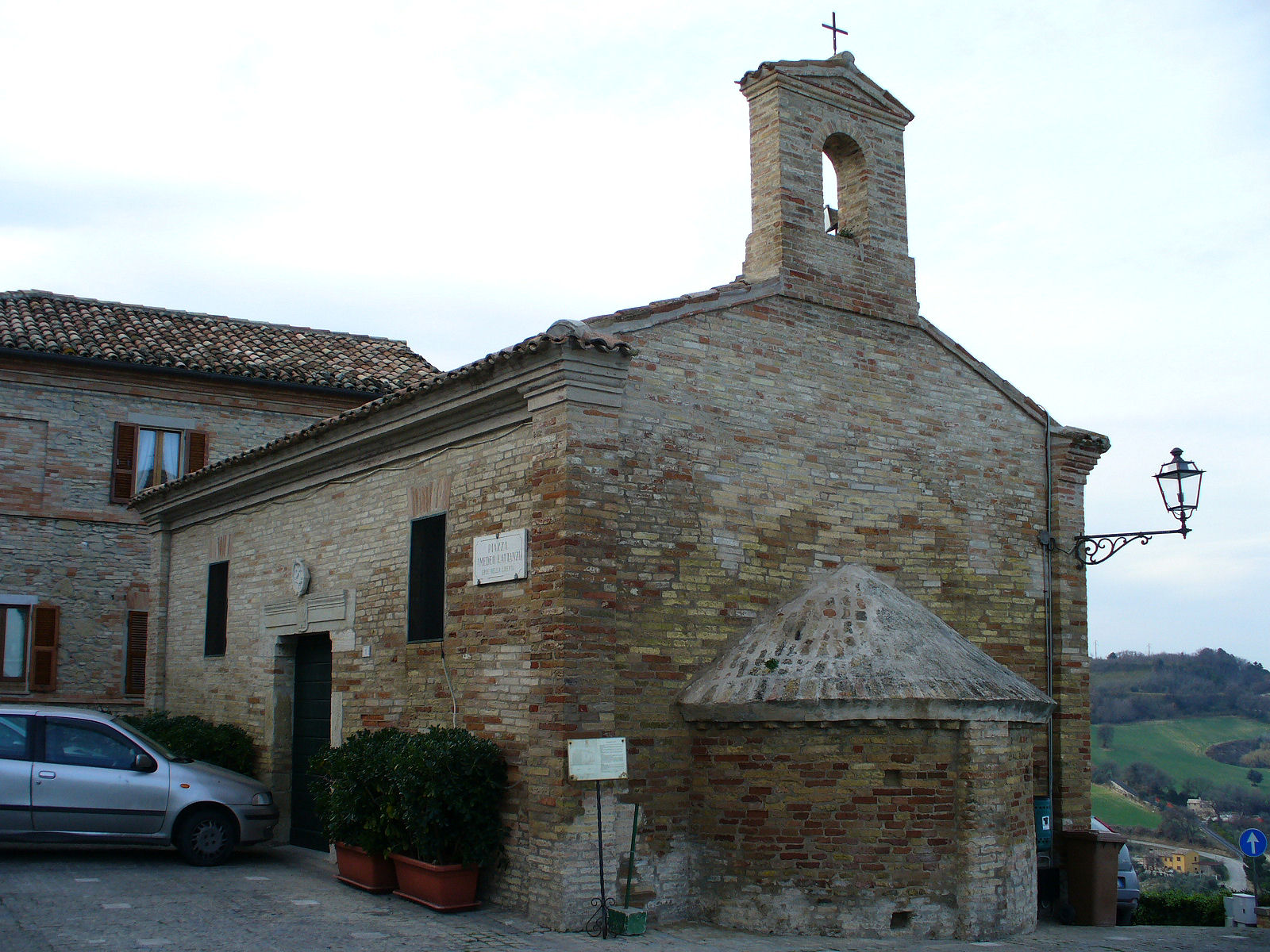
Oratorio di San Rocco
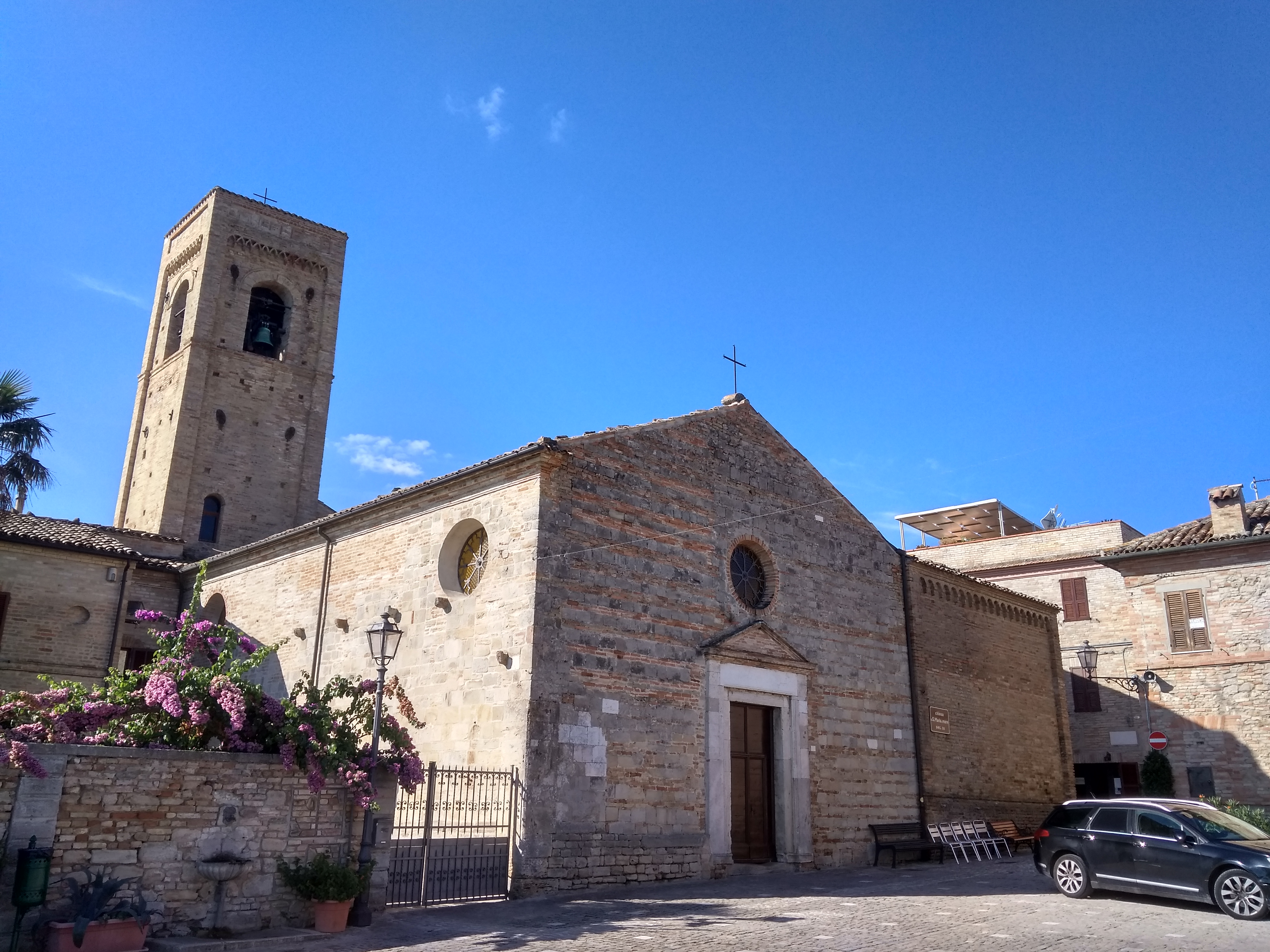
Chiesa di Santa Maria a Mare
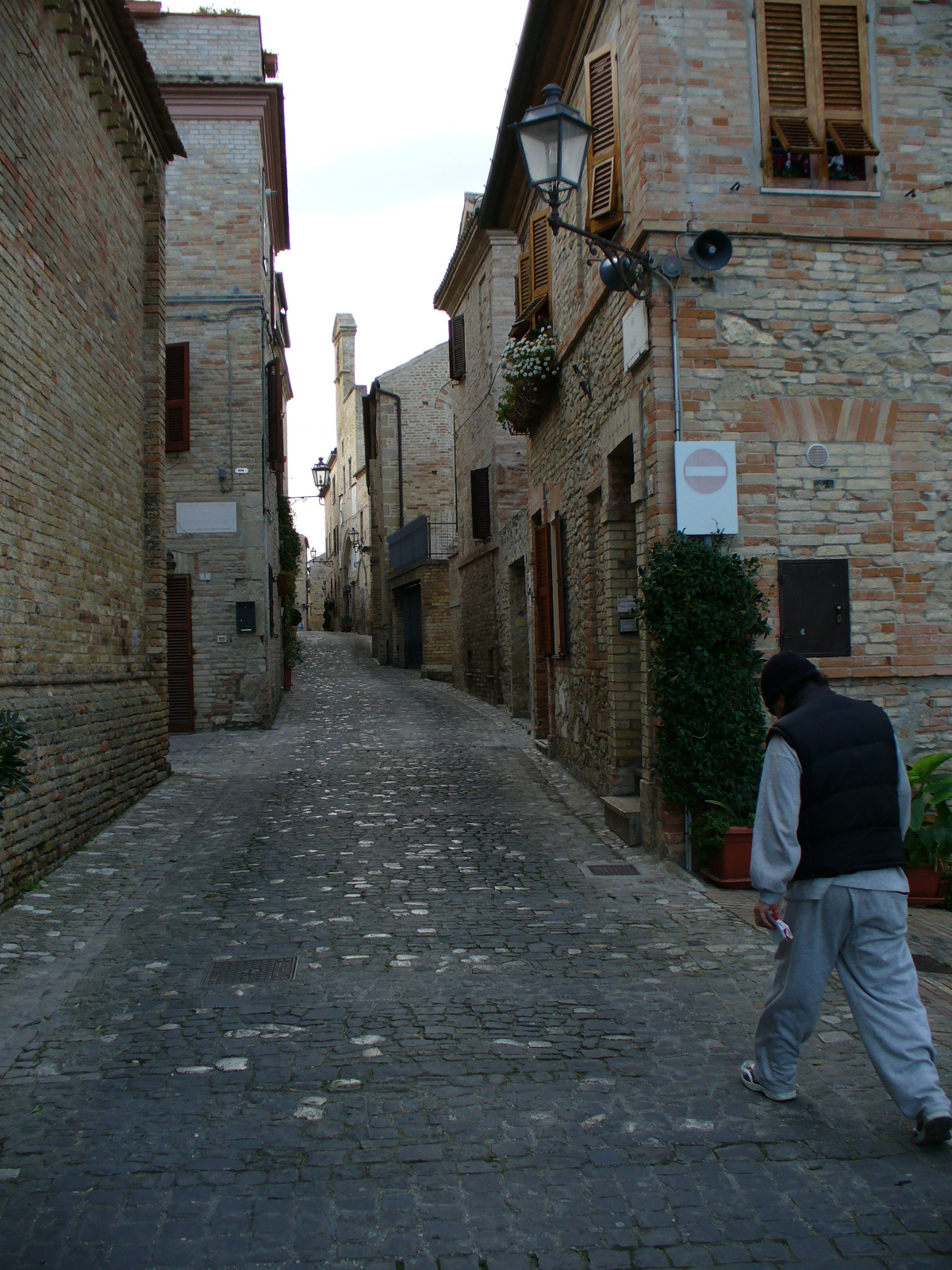
Via Piave
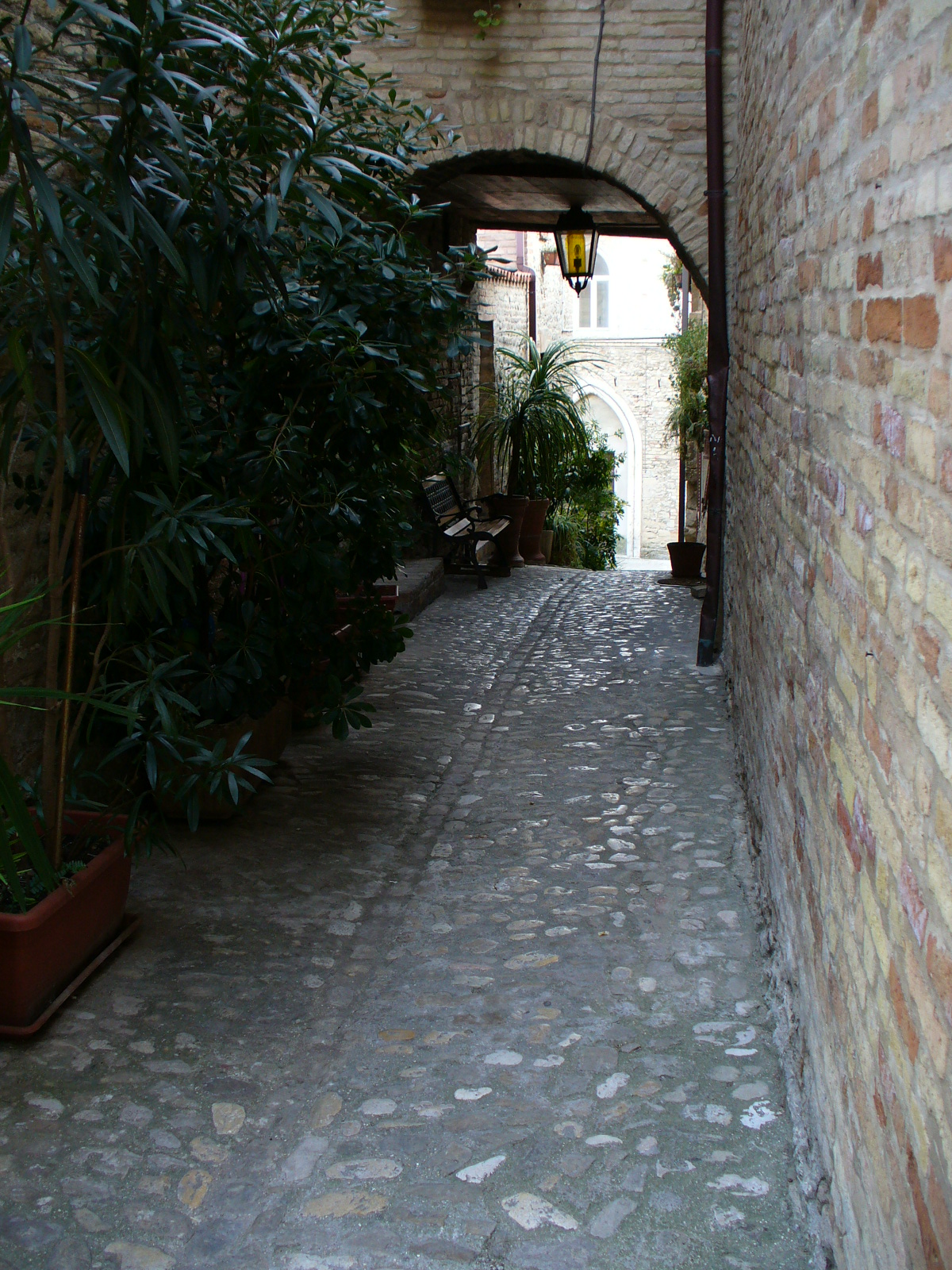
Via Trentino
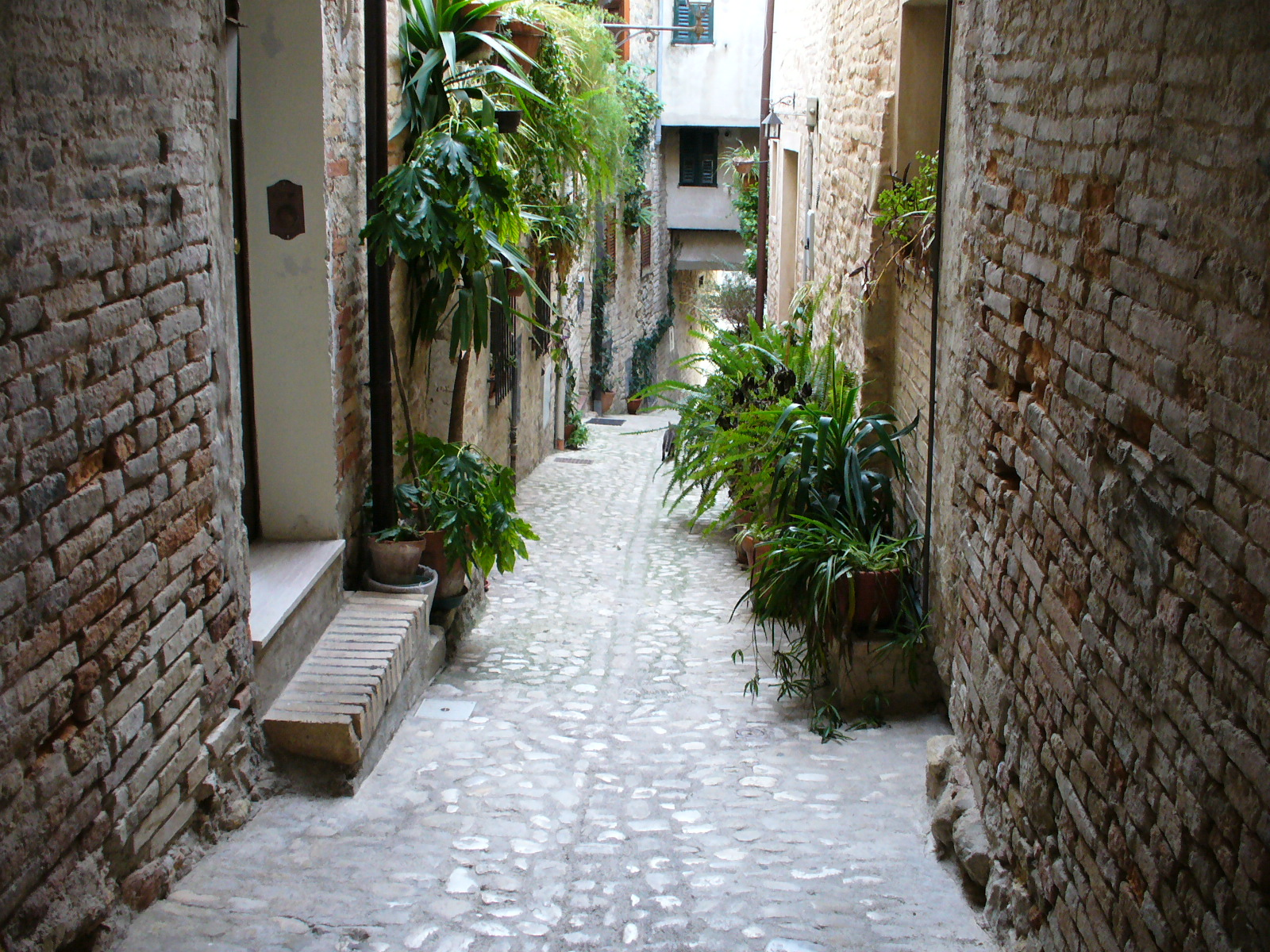
Via Fiume
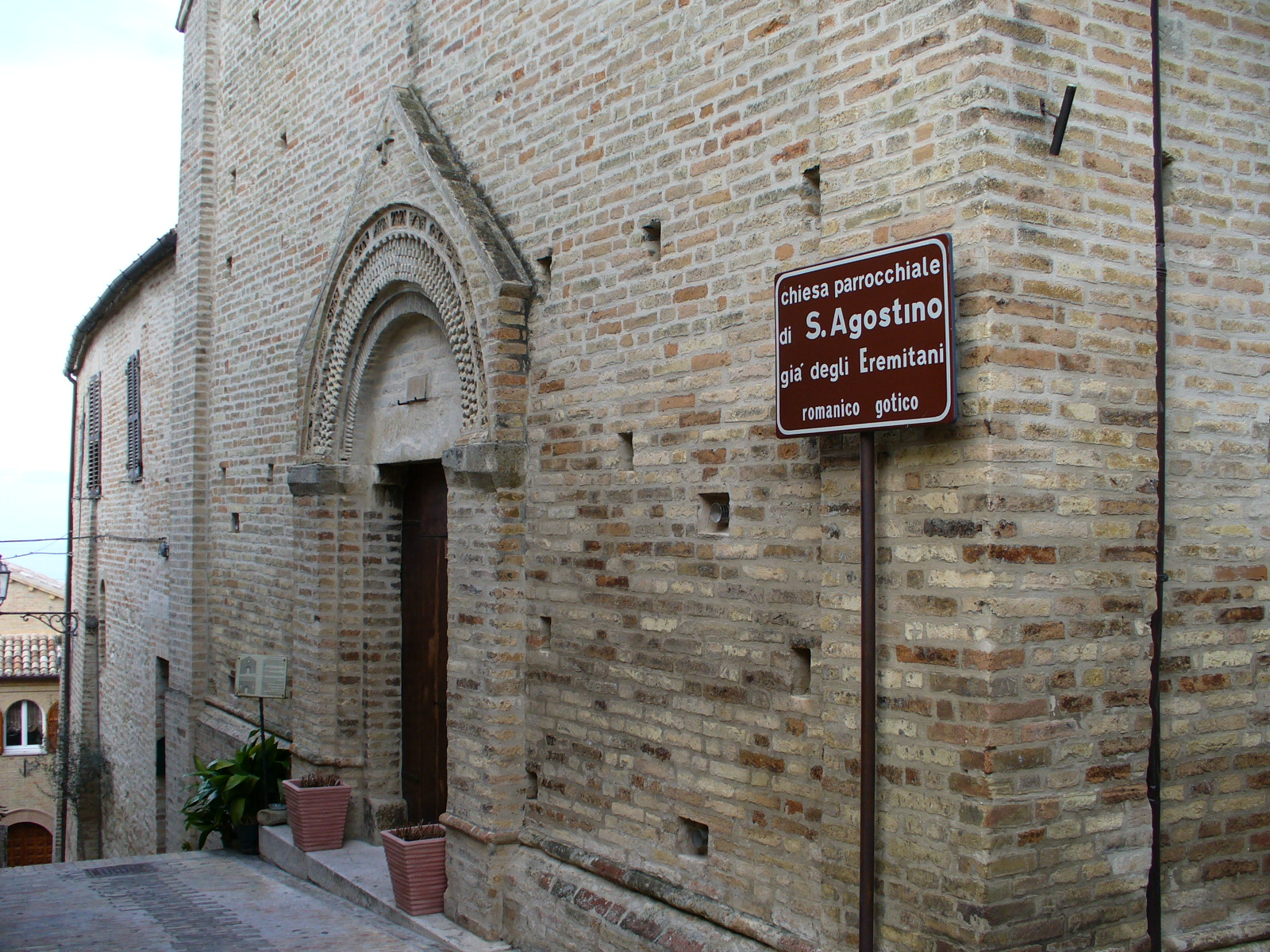
Chiesa di Sant'Agostino
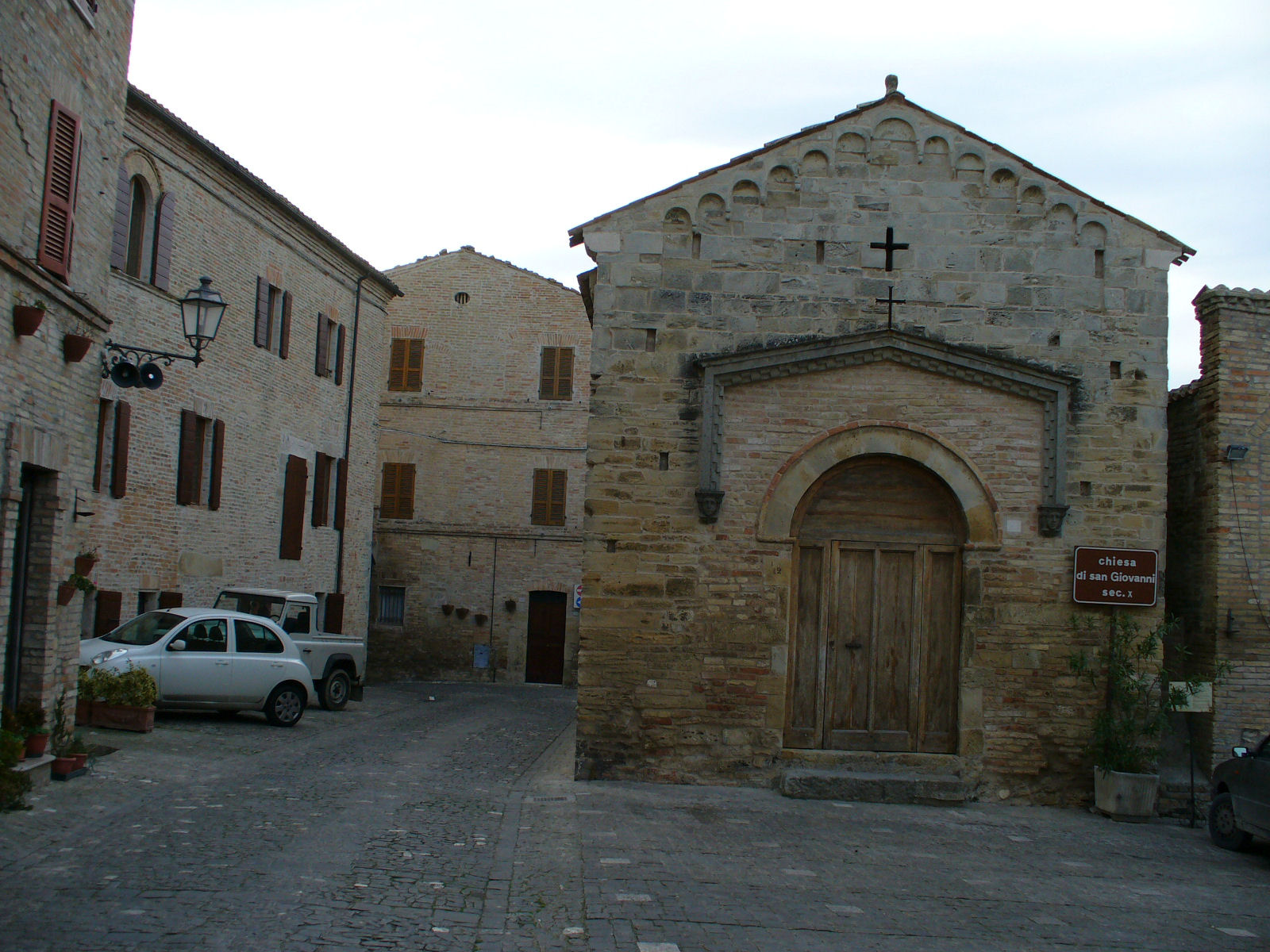
Chiesa di San Giovanni
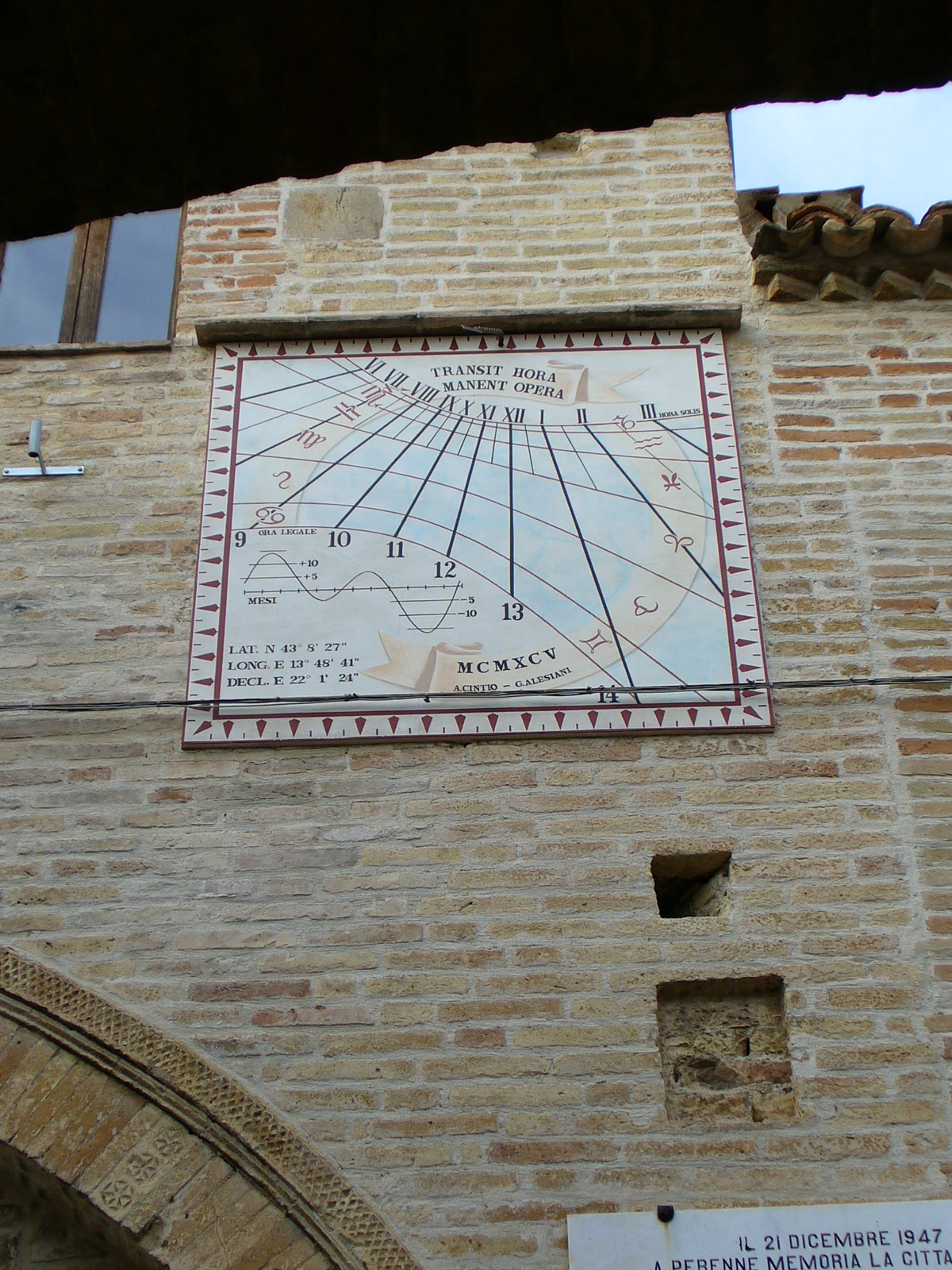
Meridiana